# Huyền thoại bất tử
Huyền thoại bất tử (tiếng Anh: The Legend is Alive) là một bộ phim điện ảnh Việt Nam thuộc thể loại võ thuật của đạo diễn Lưu Huỳnh đã ra mắt khán giả vào năm 2009.

## Nội dung
Bộ phim kể về một chàng trai nhiễm chất độc da cam muốn đưa hài cốt của mẹ đến Mỹ để an táng bên cạnh người cha quá cố. Tuy nhiên, sự thật về thân thế của anh dần dần hé lộ theo chiều dài bộ phim. Thực tế anh được một võ sư nổi tiếng ở Bình Định, người mà anh sau này gọi là mẹ, nhặt được trước cửa nhà. Bà đã nói dối rằng anh là con trai của huyền thoại võ thuật Lý Tiểu Long và đặt tên anh theo ngôi sao này. Trên đường tìm cách từ miền Trung Việt Nam đến Mỹ, Long đã gặp được Trinh, một cô gái bướng bỉnh, trẻ trung và nhân hậu. Họ đã cùng nhau bước vào hành trình khám phá cuộc sống đầy mới lạ và thử thách.

## Diễn viên
- Dustin Nguyễn vai Long.[1]
  - Lục Bá Thêm vai Long lúc 12 tuổi.
  - Huỳnh Nhật Huy vai Long lúc 6 tuổi.
- NSƯT Kim Xuân vai bà Lan.[2][3]
- Trần Thiên Tú vai Trinh.[4]
- Trần Bảo Sơn vai Sơn.[5]
- Siu Black vai bà Mai.[6]
- Thái Hòa vai Nam.
- Nguyễn Quang Vinh vai Tuấn.
- Đinh Y Nhung vai Trang.

## Sản xuất
Ngày 3 tháng 7 năm 2008, Huyền thoại bất tử chính thức được bấm máy. Đây là bộ phim tình cảm võ thuật do Lưu Huỳnh viết kịch bản và đạo diễn. Ông từng rất thành công với bộ phim chiến tranh mang tên Áo lụa Hà Đông đã công chiếu vào năm 2006. Ban đầu, Huyền thoại bất tử được dự toán tốn kinh phí khoảng 10 tỷ đồng, quay trong 2 tháng với các bối cảnh ở Nha Trang, Huế, Thánh địa Mỹ Sơn ở Quảng Nam và Khe Sanh ở Quảng Trị. Hậu kỳ bộ phim sẽ được dựng ở Ấn Độ và Hồng Kông. Bên cạnh vai nam chính được trao cho nam diễn viên gốc Việt Dustin Nguyễn, vai nữ chính được đạo diễn giành cho Trần Thiên Tú lúc bấy giờ chỉ mới là học sinh lớp 12 chuyên tiếng Trung của Đại học Quốc gia Hà Nội. Dù cô từng nhận được nhiều lời khen khi vào vai Ngô trong Áo lụa Hà Đông, nhưng nhiều người cho rằng vai chính đầu tiên trong một bộ phim điện ảnh sẽ là một áp lực tương đối lớn cho một nữ diễn viên trẻ. Đây cũng là bộ phim nhựa đầu tiên có sự tham gia của nữ ca sĩ Siu Black trong vai thứ chính. Bộ phim còn có sự tham gia của Đinh Y Nhung, vợ của đạo diễn Lưu Huỳnh, trong vai mẹ ruột của nhân vật chính Long.
Bộ phim dự định đóng máy vào ngày 5 tháng 9. Tuy nhiên vì gặp thời tiết mưa lốc lớn ở khu vực Quảng Ngãi và Quy Nhơn từ ngày 3 mà đoàn làm phim phải kéo dài đến ngày 16 tháng 9 mới tái khởi động trở lại để quay những phân cảnh cuối cùng. Bộ phim đã hoàn thành những cảnh quay cuối cùng vào ngày 13 tháng 11 cùng năm.

## Công chiếu
Ngày 14 tháng 1 năm 2009, bộ phim được công chiếu rộng rãi tại Việt Nam, chính thức tham gia vào mùa phim Tết 2009. Khác với nhiều bộ phim ra rạp vào cùng dịp, Huyền thoại bất tử không phải một bộ phim hài hước mà ngược lại, đây được xem là bộ phim lấy đi nước mắt của khán giả. Sau khi được công chiếu tại Việt Nam, Huyền thoại bất tử và Đừng đốt đã cùng nhau xuất hiện tại nhiều liên hoan phim quốc tế như Liên hoan phim Fukuoka ở Nhật Bản, Liên hoan phim Busan ở Hàn Quốc. Tháng 6, đoàn làm phim đã nhận được lời mời đưa phim tham dự Liên hoan phim Thượng Hải, một trong những liên hoan phim lớn của châu Á. Tháng 9 cùng năm, bộ phim được công chiếu tại Texas trong khuôn khổ liên hoan phim Fantastic Fest.

## Đón nhận
Trong lễ trao Giải Cánh diều 2008 diễn ra vào đầu tháng 3 năm 2009, bộ phim không chỉ giành được Cánh diều bạc cho phim truyện điện ảnh (không có Cánh diều vàng) mà còn chiến thắng 5 hạng mục dành cho cá nhân khác bao gồm đạo diễn, nam diễn viên chính, nam diễn viên phụ, quay phim và âm nhạc xuất sắc. Đến cuối năm 2009, bộ phim tiếp tục góp mặt tại Liên hoan phim Việt Nam lần thứ 16 và chiến thắng hai hạng mục dành cho nam diễn viên chính và âm nhạc xuất sắc.

## Giải thưởng và đề cử
| Năm  | Lễ trao giải                       | Hạng mục                                        | Đối tượng     | Kết quả       | Nguồn         |
| ---- | ---------------------------------- | ----------------------------------------------- | ------------- | ------------- | ------------- |
| 2009 | Giải Cánh diều 2008                | Phim truyện điện ảnh xuất sắc                   | —             | Cánh diều bạc | [ 22 ] [ 23 ] |
| 2009 | Giải Cánh diều 2008                | Đạo diễn xuất sắc                               | Lưu Huỳnh     | Đoạt giải     | [ 22 ] [ 23 ] |
| 2009 | Giải Cánh diều 2008                | Nam diễn viên chính xuất sắc                    | Dustin Nguyễn | Đoạt giải     | [ 22 ] [ 23 ] |
| 2009 | Giải Cánh diều 2008                | Nam diễn viên phụ xuất sắc                      | Trần Bảo Sơn  | Đoạt giải     | [ 22 ] [ 23 ] |
| 2009 | Giải Cánh diều 2008                | Quay phim xuất sắc                              | Nguyễn K'Linh | Đoạt giải     | [ 22 ] [ 23 ] |
| 2009 | Giải Cánh diều 2008                | Âm nhạc xuất sắc                                | Đức Trí       | Đoạt giải     | [ 22 ] [ 23 ] |
| 2009 | Liên hoan phim quốc tế Thượng Hải  | Tài năng điện ảnh mới châu Á                    | —             | Đề cử         |               |
| 2009 | Liên hoan phim Việt Nam lần thứ 16 | Phim truyện điện ảnh xuất sắc                   | —             | Bằng khen     | [ 24 ]        |
| 2009 | Liên hoan phim Việt Nam lần thứ 16 | Nam diễn viên chính xuất sắc                    | Dustin Nguyễn | Đoạt giải     | [ 25 ] [ 26 ] |
| 2009 | Liên hoan phim Việt Nam lần thứ 16 | Âm nhạc xuất sắc                                | Đức Trí       | Đoạt giải     | [ 27 ]        |
| 2009 | Giải Kim Kê lần thứ 27             | Nam diễn viên chính quốc tế được yêu thích nhất | Dustin Nguyễn | Đoạt giải     | [ 28 ]        |